# Jonathan Klussmann
Jonathan Klussmann (født 6. oktober 2002) er en dansk basketballspiller, der siden sommeren 2024 har spillet for andetholdet i den tyske klub SC Rasta Vechta. Han har tidligere spillet for Randers Cimbria og BK Amager.
Ved EM-slutrunden 2018 i Division B var han topscorer i fem kampe med 25,4 point pr. kamp. Han blev også topscorer i 2019 ved Euroleague-turneringen (ANGT) med 24,7 point pr. kamp.
I 2021 skiftede Klussmann til Randers Cimbria på en 1-årig aftale, og i sommeren 2022 blev kontrakten forlænget med et år. I første sæson snittede Klussmann 15,1 ppg, 3,3 rpg og 4 apg. Det resulterede i, at han for 3. sæson i træk vandt Årets unge spiller award af Fullcourt.dk. Årets efter snittede han 16,8 ppg, 3,2 rpb og 3,9 apg, hvilket rakte til en 3. plads i Fullcourt.dk MVP afstemning.
I 2022 fik Klussmann landsholdsdebut og endte som delt topscorer med 13 point. 
I 2023 skrev Klussmann under med sit agentur Team You First.